# Bulletproof Gangster
Pour plus de détails, voir Fiche technique et Distribution.
Bulletproof Gangster ou Irish Gangster (Kill the Irishman) est un film de gangsters biographique américain écrit et réalisé par Jonathan Hensleigh et sorti le 11 mars 2011.

## Synopsis
Une biographie du gangster et informateur du FBI irlando-américain Danny Greene durant la guerre des gangs de Cleveland à la fin des années 1970.

## Fiche technique
- Titre original : Kill the Irishman
- Titre : Bulletproof Gangster
- Titre alternatif : Irish Gangster
- Réalisation : Jonathan Hensleigh
- Scénario : Jonathan Hensleigh et Jeremy Walters
- D'après le livre de Rick Porrello, To Kill the Irishman
- Photo : Karl Walter Lindenlaub
- Montage : Douglas Crise
- Musique : Patrick Cassidy
- Producteur : Al Corley, Bart Rosenblatt, Eugene Musso, Tommy Reid et Tara Reid
- Distribution : Anchor Bay Films
- Langue : anglais
- Format : couleur - 35 mm - 2.35:1
- Dates de sortie : 
  -  États-Unis : novembre 2009 (Festival du film américain) - 11 mars 2011
  -  France : 15 mai 2010 (Festival de Cannes) - 30 août 2011 (DVD)

## Distribution
- Ray Stevenson (VF : Patrick Béthune[1]) : Danny Greene
- Christopher Walken (VF : Bernard Tiphaine) : Alex « Shondor » Birns
- Val Kilmer (VF : Philippe Vincent[1]) : Joe Manditski
- Linda Cardellini (VF : Pascale Chemin[1]) : Joan Madigan
- Vincent D'Onofrio (VF : Jean-Jacques Nervest) : John Nardi
- Vinnie Jones : Keith Ritson
- Tony Lo Bianco : Jack Licavoli, parrain de la famille de Cleveland
- Paul Sorvino : Anthony Salerno, parrain de la famille Genovese
- Fionnula Flanagan (VF : Marie-Martine[1]) : Grace O'Keefe
- Laura Ramsey (VF : Karine Foviau) : Ellie O'Hara
- Mike Starr : Leo « Lips » Moceri
- Steve Schirripa (VF : Gérard Surugue) : Mike Frato
- Bob Gunton (VF : Michel Voletti[1]) : Jerry Merke
- Jason Butler Harner : Art Sneperger
- Robert Davi : Ray Ferritto